# Altona (Manitoba)
Altona [ælˈtoʊ.nə] ist mit 4212 Einwohnern (Stand: 2016) eine Kleinstadt im Süden von Manitoba, rund 100 Kilometer südwestlich  von Winnipeg, und liegt ungefähr 133 Kilometer nördlich von Grand Forks im US-Bundesstaat North Dakota. Umgeben ist die Kleinstadt von der Municipality of Rhineland, einer Landgemeinde (rural municipality), deren Verwaltungssitz Altona ist.

## Geschichte
Altona wurde in den 1870er Jahren von einer Gruppe deutschsprachiger Mennoniten, die aus Russland nach Kanada umgesiedelt waren, gegründet. Die Gruppe entschied sich aufgrund des nährstoffreichen Ackerlands nahe dem Red River of the North für diesen Ort. Das erste Gehöft Altonas wurde um 1880 errichtet und ist noch heute als „Old Altona“ erhalten. Durch den Bau der transkontinentalen Eisenbahnverbindung der Canadian Pacific Railway 1882 wurde die Stadtgründung erheblich beeinflusst.
Zur Jahrhundertwende lebten etwa 200 Menschen in Altona. Während der 1920er Jahre erlebte die Stadt jedoch eine Abwanderungswelle der Mennoniten nach Mexiko und Paraguay, die um die Erhaltung ihrer Kultur besorgt waren. Die Bevölkerungszahl stieg allerdings nur wenige Jahre später durch Immigranten aus Russland wieder an.
Nach dem Zweiten Weltkrieg erlebte auch Altona den Babyboom, wodurch die Bevölkerungszahl bis 1960 auf 2.000 Menschen anstieg.

## Geographie
Altona liegt in Pembina Valley etwa 100 Kilometer entfernt von der Provinzhauptstadt Winnipeg an dem Knotenpunkt der Highways 30 und 201. Die Grenze zum US-amerikanischen Bundesstaat North Dakota liegt 11 km südlich von Altona.

## Sonstiges
In Altona findet jährlich das Sunflower Festival statt. Es ist angelehnt an den großen Anbau von Sonnenblumen in Manitoba, wodurch Altona den Spitznamen The Sunflower Capital of Canada (dt. Sonnenblumenhauptstadt Kanadas) erhielt. Die Provinz hat einen Anteil von etwa 85 % am gesamten Sonnenblumenanbau Kanadas.